# تشاويانغصور
التشاويانغصور (الاسم العلمي: Chaoyangsaurus) (تعني:"سحلية تشاويانغ")، وهو جنس من الديناصورات الهامشية الرأس التي عاشت خلال أواخر العصر الجوراسي في الصين (تقريبا ما بين 150.8 و 145.5 مليون سنة مضت). ينتمي التشاويانغصور إلى قرنيات الوجه، ويعتبر حيوان عاشب مثل جميع قرنيات الوجه، كان في الأساس عشب.